# Recopa Gaúcha de 2025
A Recopa Gaúcha de 2025 foi a 12ª edição do torneio realizado anualmente pela Federação Gaúcha de Futebol. A edição de 2025 foi disputada entre o Grêmio, campeão do Gauchão de 2024 e o São José-RS, campeão da Copa FGF de 2024.

## Participantes
| Clube       | Cidade       | Classificação                        | Participação | Melhor resultado                  |
| ----------- | ------------ | ------------------------------------ | ------------ | --------------------------------- |
| Grêmio      | Porto Alegre | Campeão do Campeonato Gaúcho de 2024 | 7ª           | Campeão (2019, 2021, 2022 e 2023) |
| São José-RS | Porto Alegre | Campeão da Copa FGF de 2024          | 3ª           | Campeão (2018)                    |

## Partida

### Jogo único
| 8 de julho | Grêmio                  | 2 – 0  | São José-RS | Arena do Grêmio, Porto Alegre                    |
| 19:30      | Alysson 16' · Amuzu 23' | Súmula |             | Público: 11 590 Árbitro: RS Lucas Rechatiko Horn |